# Passer (kunstwerk)
Passer is een kunstwerk in Amsterdam-Zuid.
Het beeld stelt een passer voor waarmee de cirkel op een pleintje in de Lizzy Ansinghstraat in De Pijp zou zijn getekend. Het kunstwerk, bestaande uit de verticale en een horizontale component, ontworpen door Tjoe Fang King staat voor de ingang van een kinderdagverblijf annex Sociaal Medisch Centrum aan genoemde straat. Het is voorzien van een bewegingsmechanisme.